# Adam Ginsbert
Adam Ginsbert, także: Adam Ginsbert-Gebert (ur. 17 maja 1914 w Łodzi, zm. 28 czerwca 1994 w Warszawie) – profesor i urzędnik państwowy.

## Życiorys
Adam Ginsbert pochodził z rodziny urzędniczej jako syn Edmunda. W 1931 ukończył Gimnazjum im. Bolesława Prusa w Łodzi, a następnie podjął studia na Wydziale Prawa Uniwersytetu Warszawskiego, które przerwał w 1935 celem odbycia służby wojskowej w Szkole Podchorążych 16 Dywizji Piechoty w Grudziądzu oraz w 66 pułku piechoty w Chełmnie nad Wisłą. Po ukończeniu służby wojskowej wznowił studia, które skończył w 1939 uzyskując tytuł magistra prawa.
W 1939 wziął udział w kampanii wrześniowej jako sierżant podchorąży. Uczestniczył w bitwie nad Bzurą, po której dostał się do niewoli niemieckiej, z której udało mu się uciec. Powrócił do Łodzi, a następnie wraz z żoną przeniósł się do Białegostoku gdzie od 1940 do czerwca 1941 był nauczycielem w Kolejowej Szkole Średniej nr 4. Po ataku Niemiec na ZSRR podjął pracę nauczyciela w Kolejowej Szkole Średniej nr 17 w Akbułaku, podlegającej Orenburskiej Dyrekcji Kolei, gdzie pracował do czerwca 1944. W tym samym roku przeniósł się do Białegostoku, gdzie podjął pracę w starostwie powiatowym, a następnie został kierownikiem Oddziału Organizacyjnego i Zastępcy Naczelnika Wydziału Ogólnego w Urzędzie Wojewódzkim. W styczniu 1945 przeniósł się do Łodzi, gdzie objął stanowisko Naczelnika Ogólnego Urzędu Wojewódzkiego. W marcu 1945 został Dyrektorem Zarządu Miejskiego w Łodzi. Na tym stanowisku pracował do 1950.
W marcu 1950 został powołany na wiceprzewodniczącego Prezydium Rady Narodowej w Łodzi i Przewodniczącego Miejskiej Komisji Planowania Gospodarczego. W listopadzie 1951 został Dyrektorem Generalnego Zarządu MPRB w Ministerstwie Gospodarki Komunalnej, a później również Centralnego Zarządu Przedsiębiorstw i Urządzeń Komunalnych. Został również członkiem kolegium ministerstwa. W 1952 podjął się organizacji i kierownictwa Katedry Gospodarki Miejskiej w Szkole Głównej Planowania i Statystyki, którą prowadził do 1968 r. W 1954 został zastępcą profesora, w 1958 obronił pracę doktorską, a w 1960 został doktorem habilitowanym. W latach 1955–1958 pracował jako dziekan Wydziału Ekonomiki Przemysłu na SGPiS, w latach 1958–1959 jako prodziekan Wydziału Ekonomiki Produkcji, natomiast w latach 1961–1964 również jako dziekan. W 1965 został profesorem nadzwyczajnym oraz prorektorem SGPIS, którym był do 1968. W 1972 rozpoczął pracę w Zakładzie Gospodarki Miejskiej w jeleniogórskiej filii Akademii Ekonomicznej im. O. Langego we Wrocławiu. Zakładem oraz Katedrą Gospodarki Miejskiej kierował do 1984. W 1979 został profesorem zwyczajnym. W okresie od 1981 do 1984 był prodziekanem Wydziału Ekonomiczno-Społecznego w SGPiS oraz kierownikiem Zakładu Planowania Ekonomiki Miast, a także kierownikiem Podyplomowego Studium Gospodarki Miejskiej.
Adam Ginsbert był członkiem Zespołu Dydaktyczno-Naukowego Nauk Ekonomicznych w Ministerstwie Nauki i Szkolnictwa Wyższego i Techniki. Należał również do wielu rad naukowych różnego rodzaju instytucji. Dorobek naukowy Ginsberta zawiera około 400 publikacji: ponad 60 monografii, studiów i rozpraw, 30 podręczników i skryptów, około 150 artykułów, 45 prac badawczych, a także ponad 100 pozostałych publikacji. Adam Ginsbert był promotorem około 500 prac magisterskich, a także 23 prac doktorskich, w tym m.in. Ryszarda Brola, Jerzego Zaparta, Anny Ciosek, Marka Obrębalskiego, Mariana Maciejuka.
Od nazwiska Adama Ginsberta pochodzi łodzianizm „ginsbertówki”, oznaczający podcienia przy Starym Rynku w Łodzi, których Adam Ginsbert był pomysłodawcą.

## Ordery i odznaczenia
- Krzyż Kawalerski Orderu Odrodzenia Polski
- Złoty Krzyż Zasługi (8 maja 1946)[5]
- Medal „Za udział w wojnie obronnej 1939”
- Srebrny Krzyż Zasługi (16 stycznia 1946)[6]
- Medal 10-lecia Polski Ludowej (11 stycznia 1955)[7]
- Odznaka tytułu honorowego „Zasłużony Nauczyciel PRL”
- Złota odznaka honorowa „Za Zasługi dla Warszawy”
- Odznaka Honorowa m. Łodzi
- Odznaka „Za zasługi dla województwa jeleniogórskiego”
- Złoty Medal Pamiątkowy 75-lecia SGPiS
- Odznaka „Zasłużony dla Akademii Ekonomicznej we Wrocławiu”

## Nagrody
- Nagroda Miasta Łodzi za pracę w dziedzinie nauk ekonomicznych związanych z Łodzią (1962)[8]
- nagroda indywidualna II stopnia Ministra Szkolnictwa Wyższego za autorstwo podręcznika akademickiego (1966)
- nagroda indywidualna II stopnia Ministra Szkolnictwa Wyższego za kształcenie kadry naukowej (1980)
- nagroda indywidualna za osiągnięcia dydaktyczno-wychowawcze (1983)[3][1]